# Sosa (Venezuela)
Pour les articles homonymes, voir Sosa.
Sosa est la capitale de la paroisse civile de Sosa de la municipalité de Julián Mellado de l'État de Guárico au Venezuela. 